# Batalla del monte Olimpo
La batalla del monte Olimpo se libró en el año 189 a. C. entre los gálatas de Asia Menor y la alianza romano-pergamenea. La batalla terminó en una aplastante victoria aliada. Tito Livio es la principal fuente de esta batalla, y su descripción se puede encontrar en el volumen 38, capítulos 17-23.

## Antecedentes
En 191 a. C., Antíoco III del Imperio seléucida invadió Grecia, como consecuencia, entró en conflicto con los romanos, que lo derrotaron en Grecia y lo siguieron en su retirada a Asia Menor. En Asia Menor, los romanos, con sus aliados de Pérgamo, derrotaron a Antíoco en la batalla de Magnesia. La derrota obligó a los seléucidas a pedir la paz y abandonar sus dominios en Asia Menor.
En 189 a. C., Escipión Asiático fue sustituido como cónsul de Cneo Manlio Vulsón. Uno de sus objetivos era el de hacer cumplir el tratado que Escipión había firmado con Antíoco. Cuando llegó, se dirigió a las tropas y las elogió por su victoria sobre los seléucidas y propuso una nueva guerra, una guerra contra los gálatas de Asia Menor.
El pretexto que utilizó para la invasión fue el que los gálatas habían aportado soldados al ejército seléucida en la batalla de Magnesia. La razón principal para la invasión fue el deseo de Manlio de hacerse con las riquezas que los gálatas habían acumulado durante sus más de 100 años de estancia en la región que habitaban, además de conseguir gloria para sí mismo.
A Vulsón se sumó Átalo desde Éfeso, el hermano del rey Eumenes II de Pérgamo. Átalo trajo consigo algunos infantes y caballeros. Con estos refuerzos, Vulsón comenzó su marcha hacia el interior. Durante la marcha a través de Asia Menor, Vulsón exigió tributos a las ciudades a las que llegaba a lo largo del camino, y se inmiscuía en sus conflictos internos.
Cuando el ejército llegó a la frontera con Galacia, el cónsul dirigió una alocución a sus tropas acerca de la guerra inminente y luego envió una delegación a Eposognato, cacique de los tectósagos, una de los tres tribus gálatas. Los enviados regresaron y respondieron que el jefe de los tectósagos suplicaba a los romanos que no invadiesen su territorio. También afirmó que iba a tratar de forzar la sumisión de los demás caciques.

## La batalla

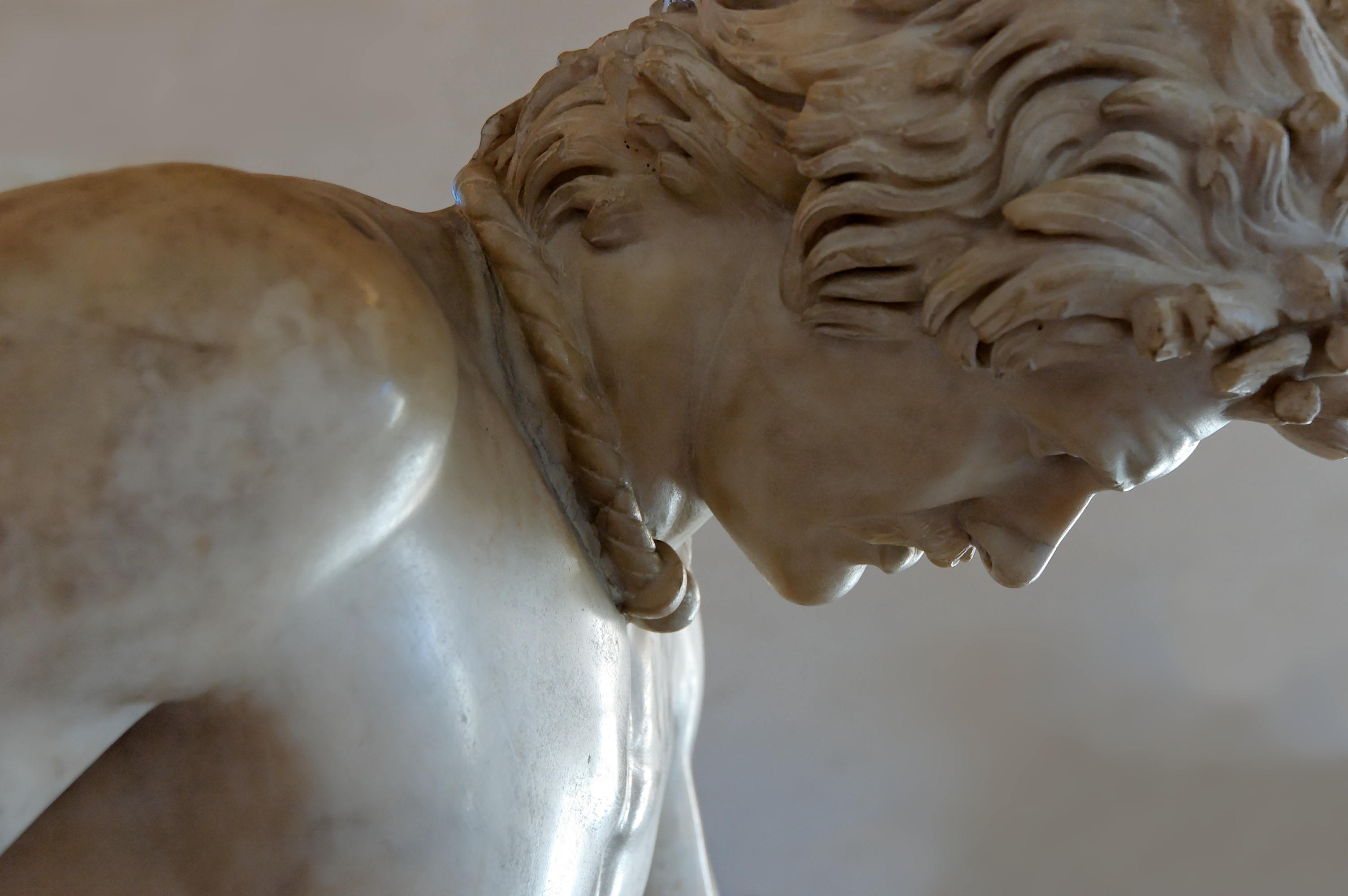
Impresión griega helenística de un soldado gálata.

La batalla comenzó con el lanzamiento de proyectiles y hostigamiento por tropas ligeras, al igual que muchas batallas libradas por la República romana. Tito Livio afirma que los gálatas fueron mal desde el principio, eran incapaces de protegerse de los numerosos proyectiles lanzados contra ellos. Trataron de responder con piedras, pero no sólo no eran muy diestros lanzándolas, sino que además las piedras eran demasiado pequeñas para ser un arma eficaz.
Tito Livio pasa a describir el pánico y la desesperanza de los gálatas, aparentemente atrapados en una guerra de proyectiles: un tipo de guerra para el que no estaban preparados. Cuando los gálatas se apresuraron a cargar contra la infantería ligera, los vélites romanos, en una situación rara vez descrita, se enzarzaron en el combate cuerpo a cuerpo contra la turba histérica de gálatas armados con espadas.
Los estandartes de las legiones comenzaron a avanzar sobre los galos, lo que hizo que cayeran en el pánico y se retiraran a su campamento. Los romanos ocuparon las colinas circundantes y atraparon a su enemigo, momento en el cual el cónsul ordenó a sus soldados que descansaran temporalmente. Durante este tiempo, la infantería ligera reunió los proyectiles que encontró en los  alrededores del campo de batalla y se preparó para un segundo ataque. Los gálatas se prepararon para el asalto colocándose en frente de los muros de su campamento, ya que el campamento en sí no era lo suficientemente sólido para servir como fortificación.
El cónsul, una vez más, ordenó a la infantería ligera dar comienzo a la batalla, hostigando despiadadamente el campamento gálata, donde había también mujeres y niños.
En este punto, la infantería pesada inició su carga, lanzó sus jabalinas, lo que causó aún más pánico. Los galos huyeron del campamento en todas las direcciones, y el cónsul ordenó que se los persiguiera. Por último, la caballería no había desempeñado ningún papel en la batalla, pero se sumó en ese momento a la búsqueda, capturando y matando a muchos gálatas.

## Consecuencias
Como señala Tito Livio, fue difícil calcular el número de muertos por lo dispersos que se hallaban los cadáveres (tras la huida del campamento). La victoria trajo mucho botín para la República romana y para todos los soldados que tomaron parte.